# Carvalho Araújo (Schiff, 1930)
Die Carvalho Araújo war ein 1930 gebautes Fracht- und Passagierschiff der portugiesischen Reederei Empresa Insulana de Navegação, die es vor allem im Liniendienst zwischen dem Mutterland, Madeira und den Azoren einsetzte. 1973 wurde sie abgewrackt.

## Bau und technische Daten
Als größerer und moderner Ersatz für die in die Jahre gekommene San Miguel, (1905, 2557 BRT) beauftragte die Empresa Insulana die italienische Werft Cantiere Navale Triestino in Monfalcone mit dem Neubau. Beim Stapellauf am 17. Dezember 1929 erhielt das Schiff den Namen Carvalho Araújo nach dem Kommandanten des Marinetrawlers Augusto de Castilho, der am 14. Oktober den Angriff des deutschen U-Bootes U 139 auf die San Miguel abgewehrt hatte und dabei mit einem Teil der Mannschaft getötet wurde.
Sie war 112,82 Meter lang, 15,30 Meter breit und hatte einen Tiefgang von 6,99 Metern. Sie war mit 4560 BRT bzw. 2694 NRT vermessen und hatte eine Tragfähigkeit von 3600 Tonnen. Zwei Dreifach-Expansions-Dampfmaschinen von J. G. Kincaid & Co. aus Greenock erzeugten 4430 PS und ermöglichten über zwei Schrauben eine Geschwindigkeit von 14,0 Knoten. Ihre Unterkünfte boten 354 Passagieren Platz, davon 78 in der Ersten, 78 in der Zweiten und 98 in der Dritten Klasse sowie 100 im Zwischendeck. Die Besatzung bestand aus 98 Mann.

## Geschichte
Nach Ablieferung an die Reederei startete die Carvalho Araújo am 23. April 1930 ihre Jungfernfahrt von Lissabon, die nach Madeira und weiter zu den Azoren führte. Im Liniendienst wechselte sich die Carvalho Araújo vierzehntäglich mit der Lima ab. Die Carvalho Araújo verließ auf dieser Route Lissabon jeweils am 23. eines Monats und erreichte die Azoren am 31. oder dem Folgetag, wo sie zunächst Faial anlief. In den Monaten Mai bis August sowie Oktober und Februar fuhr sie weiter nach Corvo, und von dort nach Santa Cruz das Flores auf Flores. Die Rückfahrt begann das Schiff am 2. oder 3. eines Monats und erreichte Lissabon wieder ab dem 8. eines Monats.
Nach Beginn des Zweiten Weltkrieges wurde die Carvalho Araújo im Dezember 1939 auf der Fahrt von den Azoren nach Deutschland von britischen Kriegsschiffen gestoppt und 25 Deutsche im wehrfähigen Alter wurden von Bord geholt. Im Februar 1940 wiederholte sich dies, als ein französisches Kriegsschiff die Carvalho Araújo stoppte und zwei Deutsche gefangen nahm. Im weiteren Verlauf des Krieges verkehrte das Schiff mehrmals zwischen Portugal und den Vereinigten Staaten. Auf einer dieser Fahrten brachte sie im Herbst 1942 jüdische Flüchtlinge aus Frankreich von Portugal in die Vereinigten Staaten. Das Schiff verließ im September Lissabon und erreichte mit den 140 Flüchtlingen Baltimore am 2. November.
In den Jahren 1943 und 1945 wurde das Schiff mehrfach überholt: 1943 wurden die Innenräume umgestaltet und erweitert, 1945 wurden neue Maschinen eingebaut. Nach dem Krieg nahm der Dampfer den Liniendienst zwischen Portugal, Madeira und den Azoren wieder auf und führte ihn zuverlässig bis 1970 weiter. Als der Eigentümer der Empresa Insulana die Reederei 1970 an die ETE-Gruppe verkaufte, nahm diese die Carvalho Araújo aus dem Liniendienst mit den Azoren und vercharterte sie für Truppentransporte an die Regierung, die sie im Kolonialkrieg einsetzte. In dieser Funktion unternahm sie mehrere Fahrten nach Portugiesisch-Guinea, auch die letzte kommerzielle Fahrt.
Am 8. Januar 1971 wurde die Carvalho Araújo außer Dienst gestellt und auf dem Tejo aufgelegt. Ein Jahr später, am 1. März 1972, wurde sie in Marcéu umbenannt, um den Namen an einen Frachtschiffneubau der Reederei weitergeben zu können. Im November des Jahres 1972 wurde das alte Schiff schließlich zum Abwracken an den Schrotthändler Américo Vale & Marques verkauft, der sie wiederum nach Spanien weiterkaufte. Dort wurde es ab Oktober 1973 in Avilés abgebrochen.